# Clinton Edgar Woods

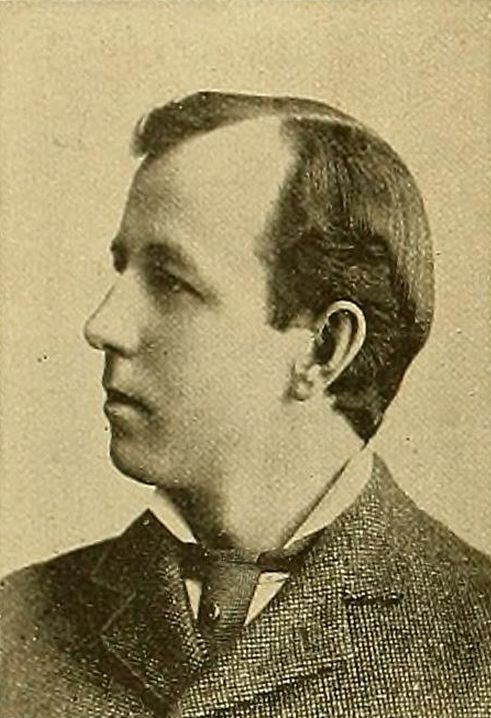
Clinton E. Woods (1894)

Clinton Edgar Woods (geboren am 7. Februar 1863, in Belchertown, Massachusetts; gestorben am 19. Dezember 1927 in Philadelphia) war ein US-amerikanischer Erfinder, Elektro- und Maschinenbauingenieur und Automobilhersteller. Er gehörte zu den ersten Autoren, die Bücher über Elektrofahrzeuge veröffentlichten.

## Leben
Woods war der Sohn eines Kutschenbauers und verlor früh seine Eltern, so dass er gezwungen war sich seinen Lebensunterhalt zu verdienen. Am 12. April 1881 heiratete er Ida Norma (* 30. Mai 1861), die Tochter von Asenath Noble und Edwin Luce Humphrey. Das Paar hatte eine Tochter Florence Estella, die am 12. Dezember 1882 geboren wurde. Sie war die erste Frau in New York, die ein Automobil besaß und lenkte.
Woods absolvierte ein Studium am Massachusetts Institute of Technology (MIT), das er 1886 als Ingenieur in den Bereichen Mechanik und Elektrik abschloss. Er arbeitete 1886 für die Eisenbahn in Pittsfield, wo er mit Dampf- und Elektroantrieben in Berührung kam. Anschließend arbeitete er in Peekskill und Newburgh in New York. Ab 1889 bis 1893 arbeitete er als Ingenieur bei der National Electric Manufacturing Company in Eau Claire; ab 1892 war er deren Chefingenieur. Im Frühjahr 1893 wechselte er zur Standard Electric Company in Chicago.
1899 gründete er in Chicago die „Woods Motor Vehicle Company“ seine eigene Autofabrik. Da seine Firma kaum Profit abwarf verkaufte er seine Anteile an Investoren und blieb als Geschäftsführer ohne Kapitalbeteiligung im Unternehmen. Einige der dort entwickelten Fahrzeuge wurden durch Elektromotoren angetrieben. Sie erreichten eine Höchstgeschwindigkeit von 18 Meilen pro Stunde. 1916/1917 kam der „Dual Power“ heraus, der etwa 20 Meilen pro Stunde erreichen konnte. Das Fahrzeug verfügte über einen Hybridantrieb und wurde bis 1918 für 2650 bis 2700 US-Dollar angeboten.
Woods wurde später Direktor der National Bank of Commerce in Philadelphia. Er starb im Dezember 1927 an den Folgen eines Unfalls, bei dem er sich schwere Verbrennungen zugezogen hatte.

## Fahrzeuge (Auswahl)
Ab 1899 war Woods war an der Entwicklung mehrere Modelle beteiligt und meldete zahlreiche Patente an. Die Woods Company stellte die Motoren selbst her, während die Karosserien von der Fisher Equipment Company und die die Batterien in Zusammenarbeit von Willard mit Sipe und Sigler stammten.
- 1904: „Woods Stanhope“ Der Zweisitzer wurde für 1800 $ verkauft und wurde von zwei 2,5 PS (1,9 kW) Elektromotoren im Heck des Wagens angetrieben und verfügte über eine 40-Zellen-Batterie.
- 1904: „Woods Victoria“ Das zweisitzige Modell im Kutschenstil wurde für 1900 $ verkauft. Der Antrieb bestand wie beim Stanhope aus zwei Elektromotoren und 40 Batterien, verfügte jedoch über ein 4-Gang-Getriebe. Es konnte eine Höchstgeschwindigkeit von 29 km/h erreicht werden.
- 1911: 5 Pass Brougham
- 1913: Modell 1320 2 Pass Roadster $ 2.400, Modell 1319 4 Pass Victoria $2.500, 4 Modelle von Broughams, von 2.700 $ bis 3.600 $.
- 1916–1918: Das Hybridauto „Woods Dual Power“ war mit einem 4-Zylinder-Verbrennungsmotor und einem Elektroantrieb ausgestattet. Unterhalb von 15 mph (24 km/h) wurde das Auto elektrisch angetrieben und darüber übernahm der konventionelle Motor. Das Fahrzeug konnte so eine Höchstgeschwindigkeit von etwa 35 mph (56 km/h) erreichen.

## Würdigung
“He was one of the few American electric car pioneers to focus attention on the utilitarian application of electric traction right from its beginning in 1897. Woods set up the American Electric Vehicle Company with the support of none other than Samuel Insull, the ‘utility car’ of Chicago, and a number of ‘Standard Oil magnates.’”

## Veröffentlichungen (Auswahl)
- The Electric Automobile, its Construction, Care, and Operation. Herbert S. Stone & Co., Chicago / New York 1900 (englisch, archive.org).
- Organizing a factory: an analysis of the elements in factory organization, a presentation of the fundamental principles of factory management, and a description of the methods to be used in every department of factory operation. 2. Auflage, The System Company, Chicago 1907 (englisch, archive.org).
- Charting authorities in the industrial body. In: Industrial organization; Factory management, Problems of plant and equipment, Wage payment plans, Production and inspection. A. W. Shaw Company, Chicago / New York / London; Student Business Books series 1914 (englisch, archive.org).